# 이수종
이수종(1937년 8월 3일~2018년 4월 30일)은 대한민국의 정치인이다. 제11대 국회의원을 지냈다.

## 역대 선거 결과
|  | 13.19% |

|  | 33.92% |

|  | 11.88% |

|  | 11.29% |